# Teona Strugar Mitewska
Teona Strugar Mitewska maced. Теона Стругар Митевска (ur. 14 marca 1974 w Skopju) – macedońska reżyserka i scenarzystka filmowa, siostra Łabiny Mitewskiej.

## Życiorys
Pochodzi z rodziny artystycznej. Już od 6 roku życia występowała w telewizji, w niewielkich rolach filmowych. Studiowała grafikę i malarstwo, a po studiach pracowała w reklamie. W tym czasie zafascynowała się reżyserią filmową i podjęła studia w nowojorskiej Tisch School of Arts.
W roli reżysera zadebiutowała w 2000 roku filmem krótkometrażowym Weta, który został wyróżniony na Festiwalu Filmowym w Berlinie. Kolejny film, tym razem długometrażowy Jak zabiłem świętego, miał swoją premierę na Festiwalu Filmowym w Rotterdamie, a wkrótce został nagrodzony na festiwalu w Linzu. Film Jestem z Titov Veles, który miał swoją premierę w 2008 roku, otrzymał nagrody na festiwalach w Sarajewie i Walencji, został także zgłoszony do nagrody Amerykańskiej Akademii Filmowej.
Kolejne filmy Teony powstają we współpracy z jej rodzeństwem: siostrą Łabiną i bratem Vukiem, który jest malarzem i rzeźbiarzem.
Mieszka w Paryżu. Ma syna o imieniu Kaeliok.

## Filmografia
- 2000: Weta (krótkometrażowy)
- 2002: Amer wo Amerika (dokumentalny)
- 2004: Jak zabiłem świętego
- 2007: Jestem z Titov Veles
- 2012: Łzy, których nie było
- 2017: Gdy dzień nie miał swojej nazwy
- 2019: Bóg istnieje, a jej imię to Petrunia
- 2022: Najszczęśliwszy człowiek na świecie